# Kaplica Sainte-Eugénie w Moingt

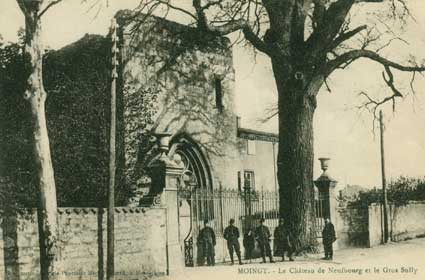
Kaplica-sainte-eugenie 1891 rok

Kaplica Sainte-Eugénie w Moingt – wzniesiona w XIV wieku jako kaplica klasztorna. Została zbudowana, podobnie jak klasztor na pozostałościach galijsko-rzymskich łaźni termalnych Aquis Segete w Moingt  Od 1992 roku posiada status monument historique, w kategorii classé MH (zabytek o znaczeniu krajowym).  

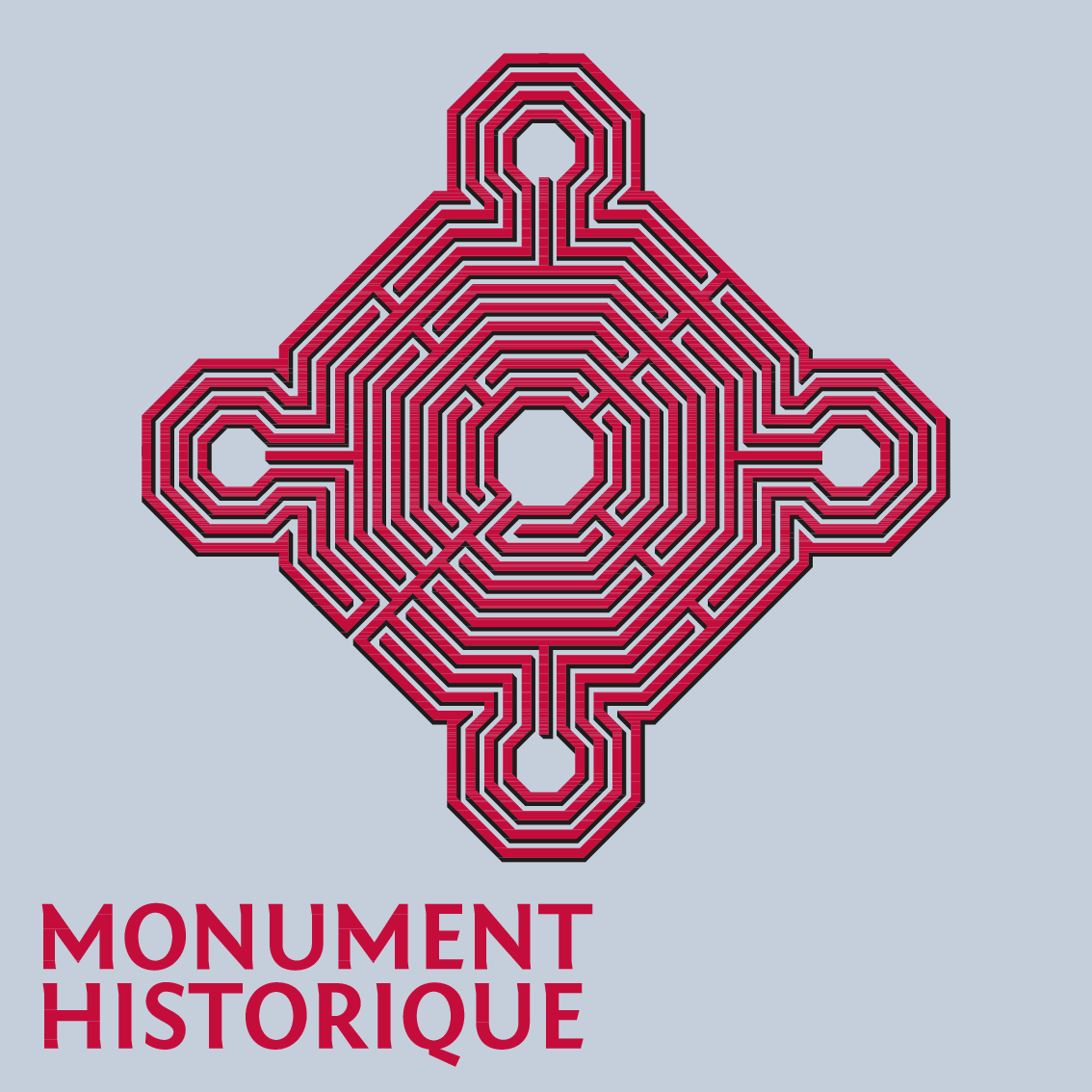
Logo monument historique - 2017

## Lokalizacja
Kaplica jest zlokalizowana na terenie dawnej miejscowości Moingt (obecnie część Montbrison), przy 13 Avenue Thermale, w departamencie Loara, w regionie Auvergne-Rhône-Alpes. Historycznie patrząc znajduje się na skrzyżowaniu dróg via Bolène (która w średniowieczu przebiegała wzdłuż starożytnej drogi prowadzącej na południe do Saint-Paulien w pobliżu Le Puy i dalej do Tuluzy i via Aquitania.

## Opis
Jest to kaplica gotycka, składająca się z nawy o dwóch przęsłach oświetlonych dwoma oknami lancetowymi od północy i jednym od południa. Do południowego boku przylega budynek zastępujący prezbiterium. Ganek ujęty w dwie kolumny z kapitelami podtrzymującymi ostrołukowy zwieńczony tympanonem z trzema trójlistnymi przęsłami. Nad fasadą zachowała się podstawa ściany-dzwonnicy. Kaplicę na wschodnim krańcu uzupełnia stary dom mieszkalny, wzniesiony w części klasztoru. 

## Historia
Moingt to starożytne Aquae Segetae (starożytne galijsko-rzymskie uzdrowisko z kilkoma zabytkami publicznymi m.in. teatrem). Jedno z pięciu galijskich miast uzdrowiskowych wskazanych na Tabuli Peutingeriana. W XIII wieku, w pobliżu średniowiecznego miasta opactwo benedyktynów w La Chaise-Dieu nabyło „panowanie nad pałacem”, co sprowadzało się do nabycia stodoły na dziesięcinę. Opactwo w oparciu o pozostałości rzymskich term wzniosło klasztor, który do rewolucji francuskiej utrzymywał status stodoły na dziesięcinę. W XIV wieku dobudowano kaplicę poświęconą Świętej Eugenii. Pierwsza znana wzmianka o kościele (Sainte-Eugénie) pochodzi z 1340 roku; nazwa „Sainte-Eugénie” pojawia się w latach 1553 i 1671.   
Po rewolucji francuskiej, klasztor przejął Zakon Świętej Klary (Ordo Sanctae Clarae), który został zmuszony do opuszczenia swej siedziby w Montbrison. W 1824 roku w kaplicy wybuchł pożar. Od 1851 w pomieszczeniach klasztoru, którego właścicielem był Goutorbe przez kilka lat funkcjonował warsztat tkacki Antoine-Auguste-Alexis de Jussieu. Zamontowano 12 krosien obrotowych a w kaplicy ze względu na jej wysokość umieszczono krosna żakardowe. W 1865 roku zabudowania klasztorne zostają przekształcone w rezydencję mieszczańską (własność De Neufbourg-Sirvanton) przez architekta Dulaca. W 1882 rozbudowa 2 mieszkań w dawnej plebanii.  
W XX wieku zabudowania zostały opuszczone i popadły w ruinę. W 2016 roku miasto Montbrison nabyło kompleks klasztorny i rozpoczęło prace remontowe kaplicy, które trwają do chwili obecnej.  
Kaplicę i zabudowania klasztorne uznano 14 grudnia 1992 roku za monument historique.  

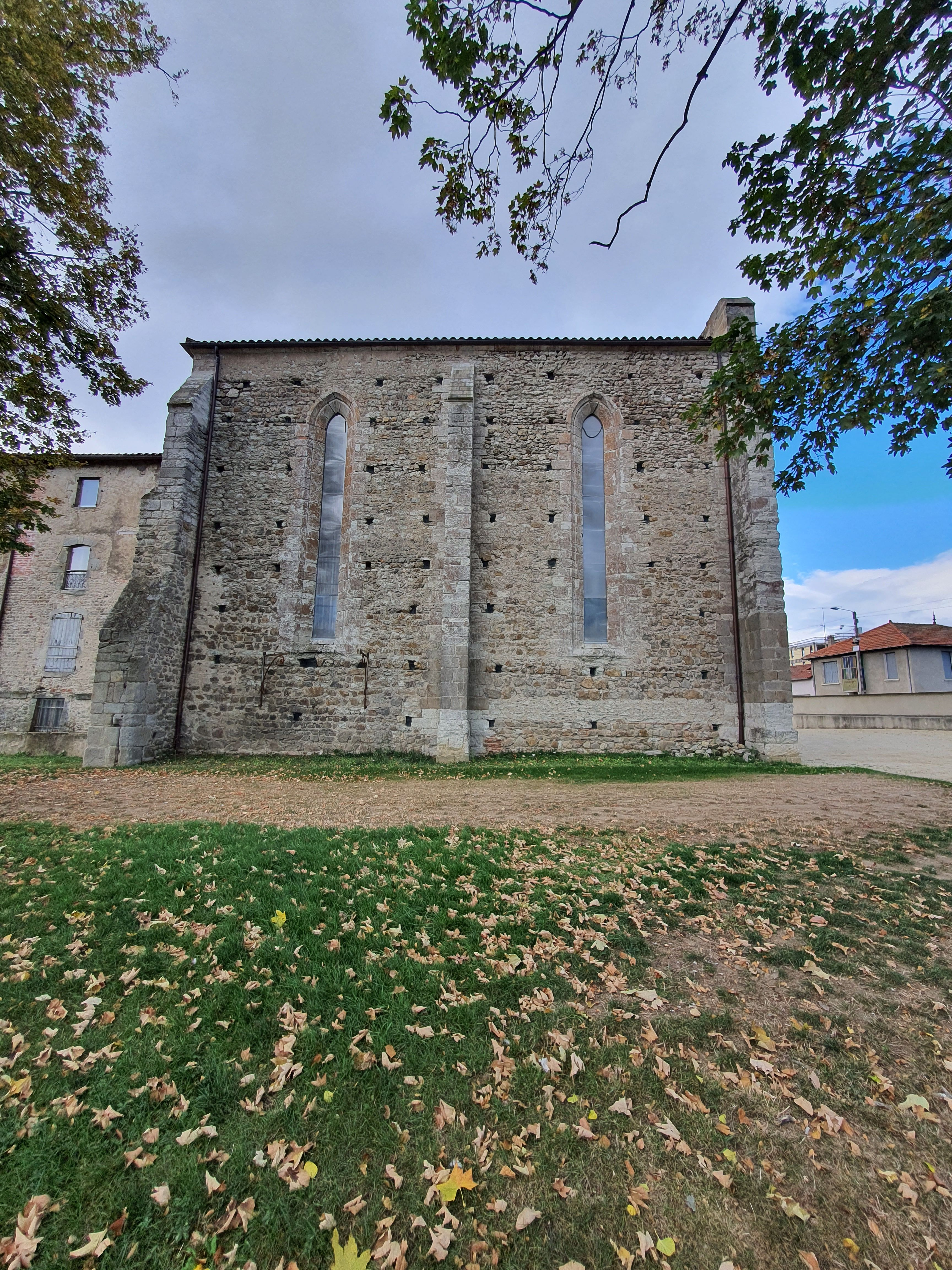
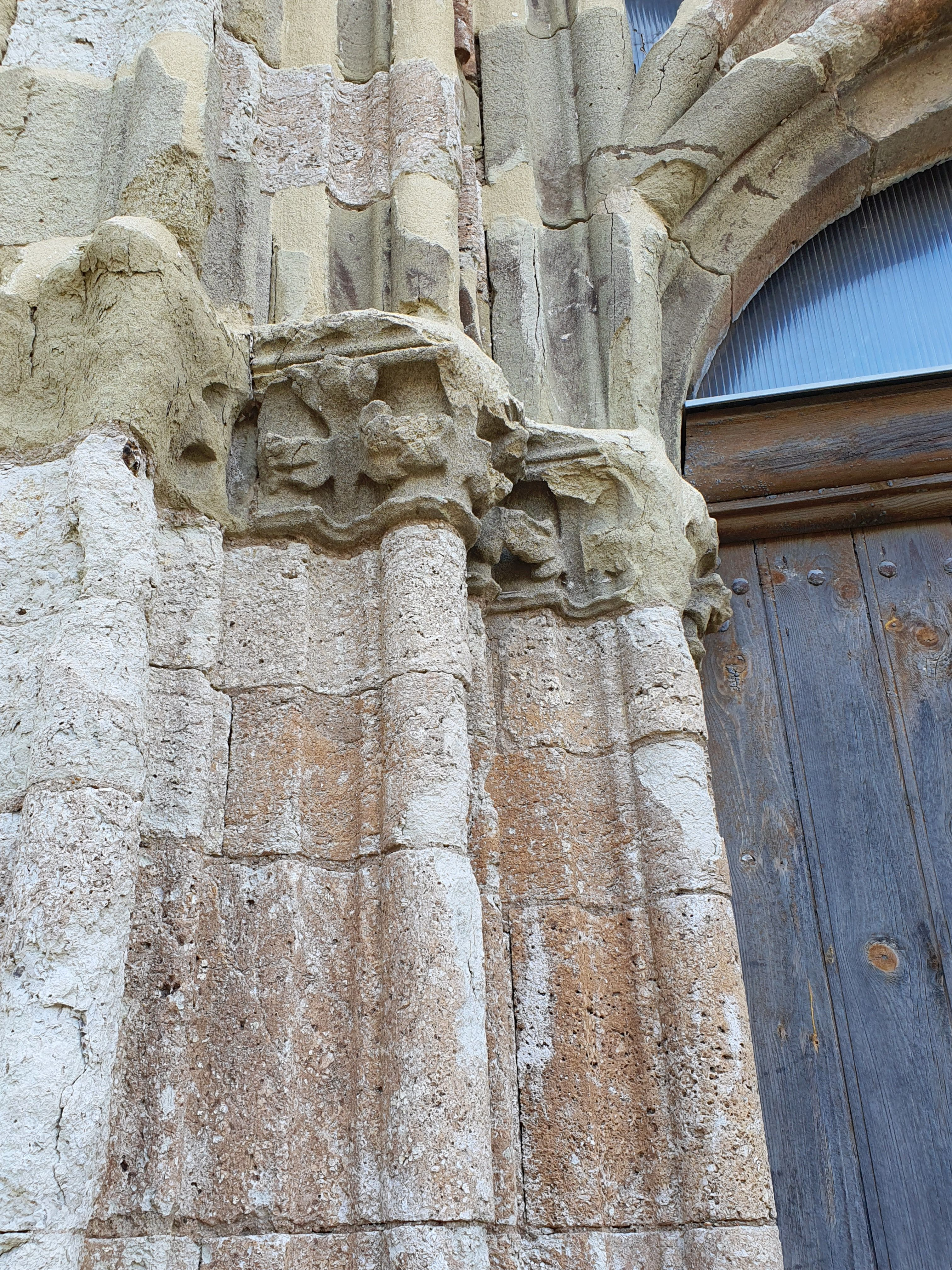
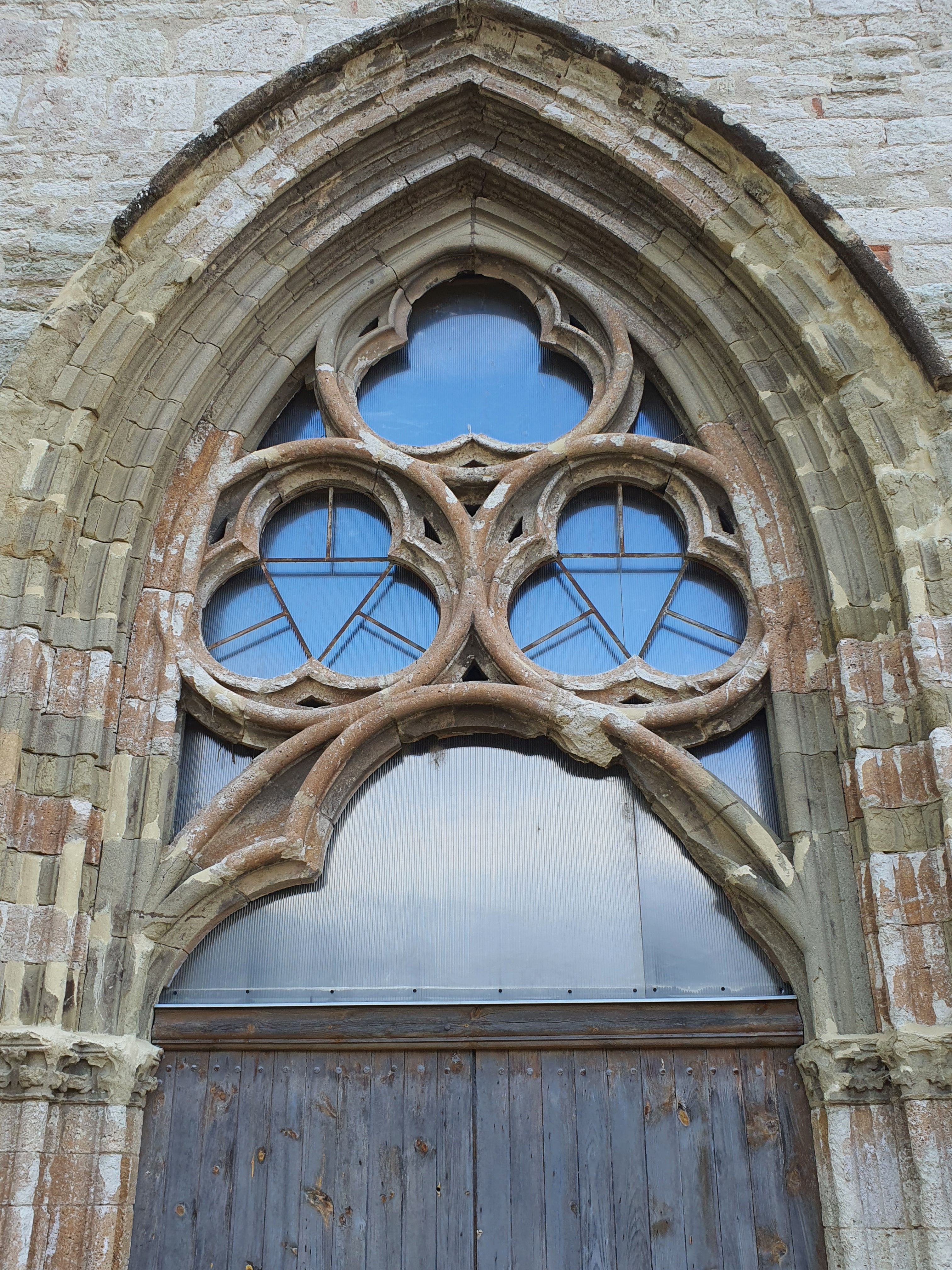
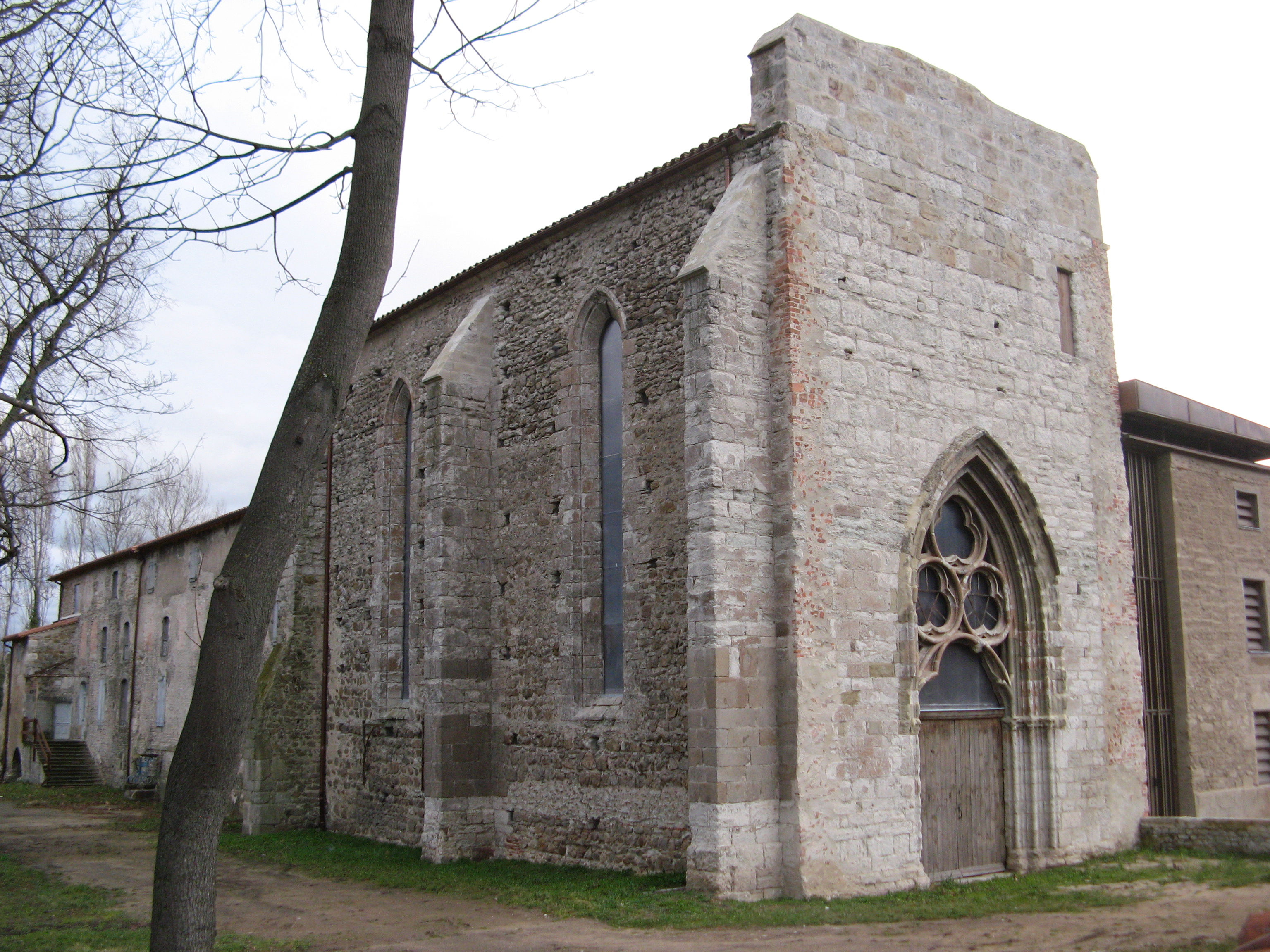
Kaplica Sainte-Eugénie stojąca na fundamentach rzymskich term
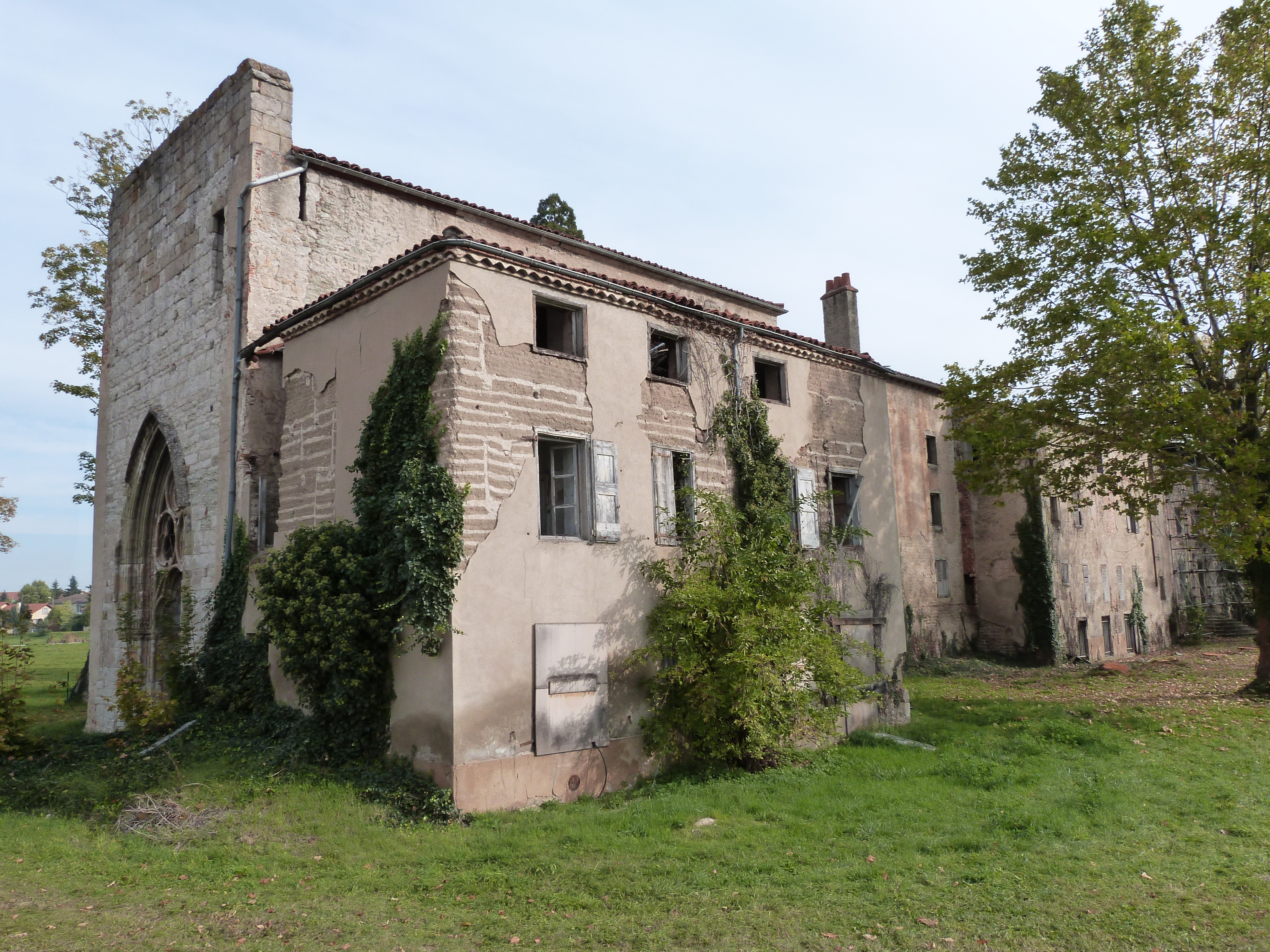
Kaplica i budynek prezbiterium od strony północnej
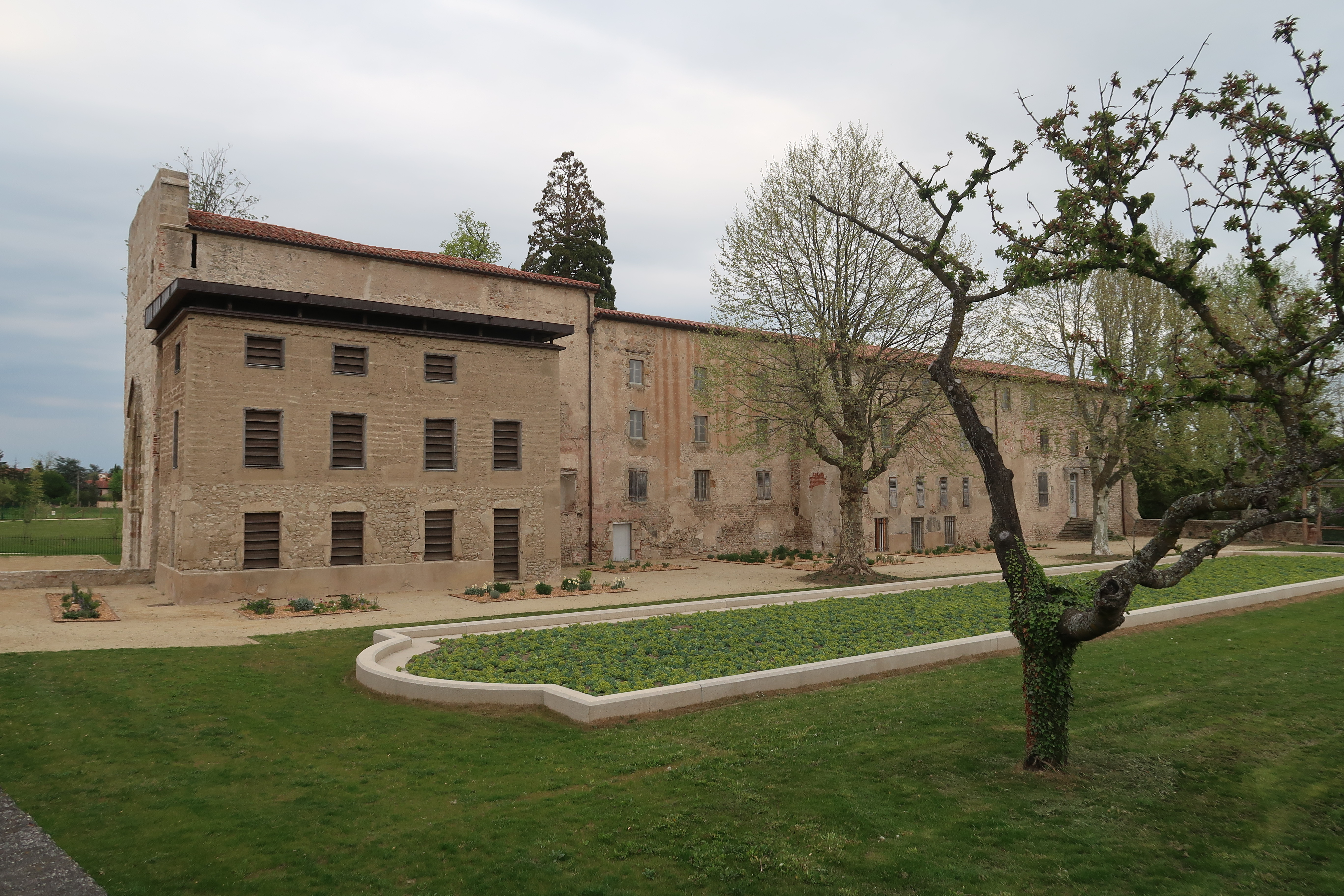
Budynek klasztoru (dawne termy rzymskie)